# Покошицька селянська спілка
Покошицька селянська спілка — одна з найбільш активних місцевих організацій Всеросійського селянського союзу. Створена 30 жовтня 1905 р. у с. Покошичах Кролевецького повіту Чернігівської губернії (тепер Коропського району Чернігівської області).

## Історія
Вперше селянські союзи виникли під час революції 1905—1907. Це були масові організації, що вимагали скасування приватної власності на землю та передачі селянам без викупу монастирських, церковних, удільних, кабінетових і державних земель.
Як і по всій Росії, в Україні з літа 1905 р. почали виникати селянські спілки — губернські, повітові, волосні і сільські. В Україні було організовано 7 губернських і 12 повітових комітетів та понад 120 волосних і сільських організацій.
Протягом листопада — грудня 1905 в Покошичах відбувалися збори, на яких були сотні селян не тільки з навколишніх сіл, але й з сусідніх повітів. Збори розробили статут спілки. Керівники спілки. їздили по селах Кролевецького повіту і закликали селян вступати до спілки, не сплачувати викупних платежів і казенних податей, не коритися владі. 16 (29) січня 1906 спілку було розгромлено, 8 активних учасників віддано до суду.
Відразу ж після перемоги Лютневої революції 1917 трудовики (див. Народно-соціалістична (трудова) партія) і особливо Партія соціалістів-революціонерів (есери), пам'ятаючи велику популярність селянських союзів серед селянських мас, взялися за їхнє відродження.